# Overbeck-Gesellschaft
Die Overbeck-Gesellschaft – Verein von Kunstfreunden e. V. ist der Kunstverein in Lübeck und eine Tochtergesellschaft der Gesellschaft zur Beförderung gemeinnütziger Tätigkeit.

## Geschichte

### Vorgeschichte
Ein kleiner Kreis Lübecker Bürger um den Professor Adolf Holm gründete 1872 den Verein von Kunstfreunden in Lübeck. Dieser Verein verlor vier Jahre darauf mit der Berufung Holms an die Universität Palermo seinen Initiator und wandte sich verstärkt bis zum Jahre 1907 der Lübecker Stadtbildpflege und dem Denkmalschutz zu. Unter dem Vorsitz von Eduard Kulenkamp gelang es dem Verein, die Aufstellung eines monumentalen Denkmals des Bildhauers Cuno von Uechtritz-Steinkirch für Kaiser Wilhelm I. auf dem Lübecker Marktplatz zu unterbinden. Die Gründung des Vereins für Heimatschutz in Lübeck, in dem der Verein aufging, bewirkte dann im späten Kaiserreich, dass sich die Kunstfreunde dem eigentlichen Vereinszweck wieder annäherten. Von 1919 bis 1931 stand der Verein von Kunstfreunden unter dem Vorsitz des in Lübeck nicht unumstrittenen, international anerkannten Mäzens und Sammlers Max Linde, dessen kenntnisreiche Vorträge den Verein belebten.

### Gründung und Zwanziger Jahre

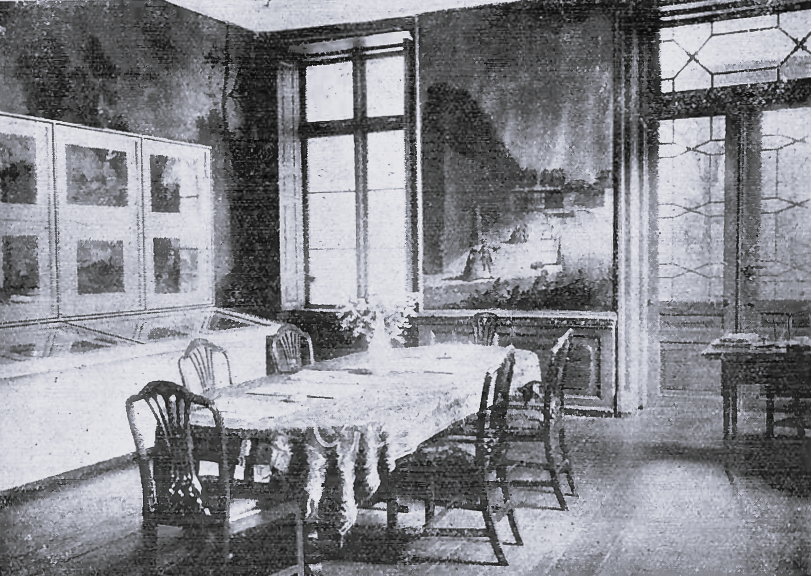
Das Gesellschaftslesezimmer im Hause Königstraße 9 (1918)

Der in Diensten der Gesellschaft zur Beförderung gemeinnütziger Tätigkeit als damaliger Trägerin der Lübecker Museen stehende Museumsdirektor Karl Schaefer verfasste einen im März 1918 in den Lübeckischen Blättern erschienenen Aufruf zur Gründung eines weiteren Kunstvereins, der Overbeck-Gesellschaft, des heute noch bestehenden Kunstvereins in Lübeck, deren Name an den in Lübeck geborenen Nazarener Friedrich Overbeck und seine Familie erinnert. Schaefer begründete die Einheit von Amt des Museumsdirektors und künstlerischer Führung der Overbeck-Gesellschaft und initiierte für die Overbeck-Gesellschaft 20 Ausstellungen bis zu seinem Fortgang 1920 aus Lübeck.
Zu seinem Nachfolger als Museumsdirektor und Leiter der Overbeck-Gesellschaft wurde Carl Georg Heise bestellt, der bald nach seinem Amtsantritt das Museum Behnhaus begründete und in den 1920er Jahren zum Motor des Lübecker Kulturlebens im Bereich der bildenden Kunst wurde. Seine Hinwendung zur modernen Kunst polarisierte die gesellschaftliche und politische Diskussion in der Stadt in einem hohen Maße. „Kunstkritiker“ aus dem deutschnationalen und völkischen Lager bissen sich seit Mitte der 1920er an seiner Person regelrecht fest, was Heise jedoch in seinem gegenüber allen neuen Entwicklungen gegenüber aufgeschlossenen Kurs nicht beirrte. 1931 erfolgte der Zusammenschluss mit dem bislang konkurrierenden Verein von Kunstfreunden als Overbeck Gesellschaft – Verein von Kunstfreunden.

### Gleichschaltung
Die Gleichschaltung des Lübecker Kulturlebens führte zur Entlassung Heises durch die ebenfalls gleichgeschaltete Gemeinnützige als Träger und zum Übergang der Lübecker Museen in kommunale Lübecker Trägerschaft. Heise wurde noch kurzzeitig von seinem wissenschaftlichen Mitarbeiter Theodor Riewerts vertreten, bis der vom Museum für Hamburgische Geschichte berufene Professor Hans Schröder im Juni 1934 seinen Dienst als nationalsozialistischer Direktor aller Lübecker Museen und Vorsitzender der Overbeck-Gesellschaft antreten konnte. Unter ihm wandte sich die Ausstellungstätigkeit der Overbeck-Gesellschaft konservativeren Kunstthemen zu. In der Overbeck-Gesellschaft wurden Hans Thoma, Fritz Witschetzky, Heinrich Eduard Linde-Walther und Erich Dummer als Künstler mit Einzelausstellungen gewürdigt sowie genehme norddeutsche und Lübecker Künstler in Gemeinschaftsausstellungen gezeigt. Schröder blieb bis 1946 im Amt.

### Nach dem Zweiten Weltkrieg
Nach dem Zweiten Weltkrieg übernahm Hans Arnold Gräbke das Amt des Museumsdirektors in Lübeck und die Einheit von Museumsdirektor und künstlerischem Leiter der Overbeck-Gesellschaft zerbrach.
Von 1946 bis 1950 und von 1958 bis 1970 war Hans-Friedrich Geist, überregional anerkannt, künstlerischer Leiter der Overbeck-Gesellschaft. Danach übernahm Ingrid Deecke von 1971 bis 1990 die künstlerische Leitung.
Diese Trennung wurde auch unter Gräbkes Nachfolger Fritz Schmalenbach und weiter bis heute beibehalten. Die Overbeck-Gesellschaft wurde nach 1945 schnell wieder zu einem Kunstverein, der sich der Avantgarde und dem künstlerischen Nachwuchs öffnete. Ihre Ausstellungen gehen in die Hunderte; bereits 1978 erschien der Katalog zur 500. Ausstellung. Die Overbeck-Gesellschaft veranstaltet heute etwa fünf Ausstellungen im Jahr. Von 2015 bis 2023 war Oliver Zybok künstlerischer und kaufmännischer Direktor. 2024 übernahm die Kunsthistorikerin Paula Kommoss die Leitung der Gesellschaft.

## Ausstellungsgebäude
Koordinaten: 53° 52′ 12,7″ N, 10° 41′ 24,4″ O
Die ersten Ausstellungen der Overbeck-Gesellschaft fanden im (alten) Schabbelhaus in der Mengstraße 36 statt. das beim Luftangriff auf Lübeck 1942 zerstört wurde. Bereits ab 1927 war das neue Museum Behnhaus der Ort, an dem die Overbeck-Gesellschaft ihre Ausstellungen zeigte. Mit dem weiteren Ausbau der Sammlungen des Behnhauses einerseits und der Zunahme der Aktivitäten der Overbeck-Gesellschaft andererseits entstand der Bedarf für ein eigenes Ausstellungsgebäude der Gesellschaft, das 1930 durch den Lübecker Architekten Wilhelm Bräck im Stil der Neuen Sachlichkeit in den Bürgergärten hinter dem Behnhaus entstand. Bei der Eröffnung nannte Heinz Mahn in seiner Ansprache Bräck einen „philosophierenden Architekten“ und verwies nochmal auf seinen Entwurf des „ovalen Hauses“, auf das auch Carl Georg Heise bereits früher unter Bezugnahme auf Pläne und Modell hingewiesen hatte. Dieser Entwurf vereinigte 1930 das Denken und alle Möglichkeiten der Architektur der Moderne. Das Ausstellungsgebäude überstand den Zweiten Weltkrieg und wird von der Gesellschaft bis heute genutzt.

Das alte Schabbelhaus in der Mengstraße 36 (um 1900)
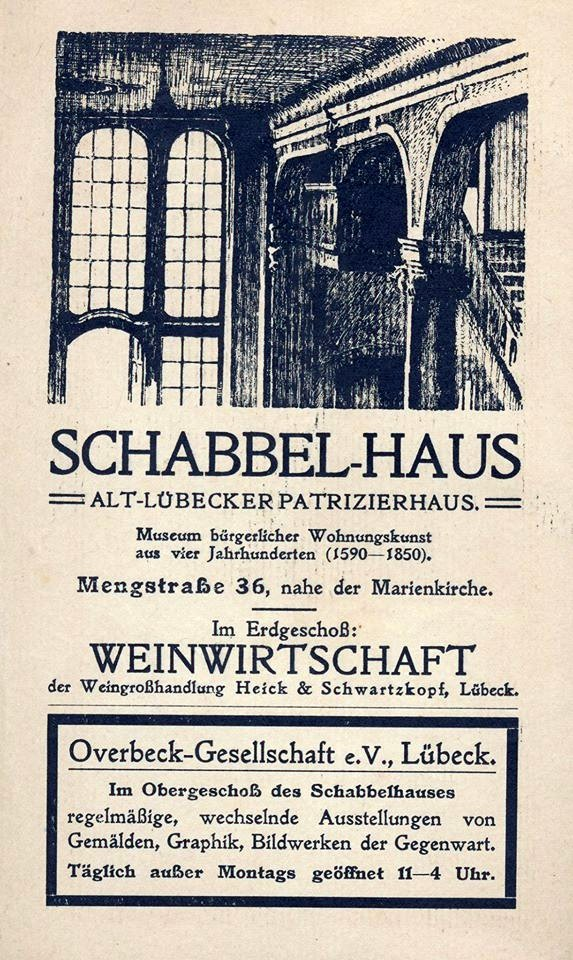
Anzeige mit Werbung für die Overbeck-Gesellschaft (1922)
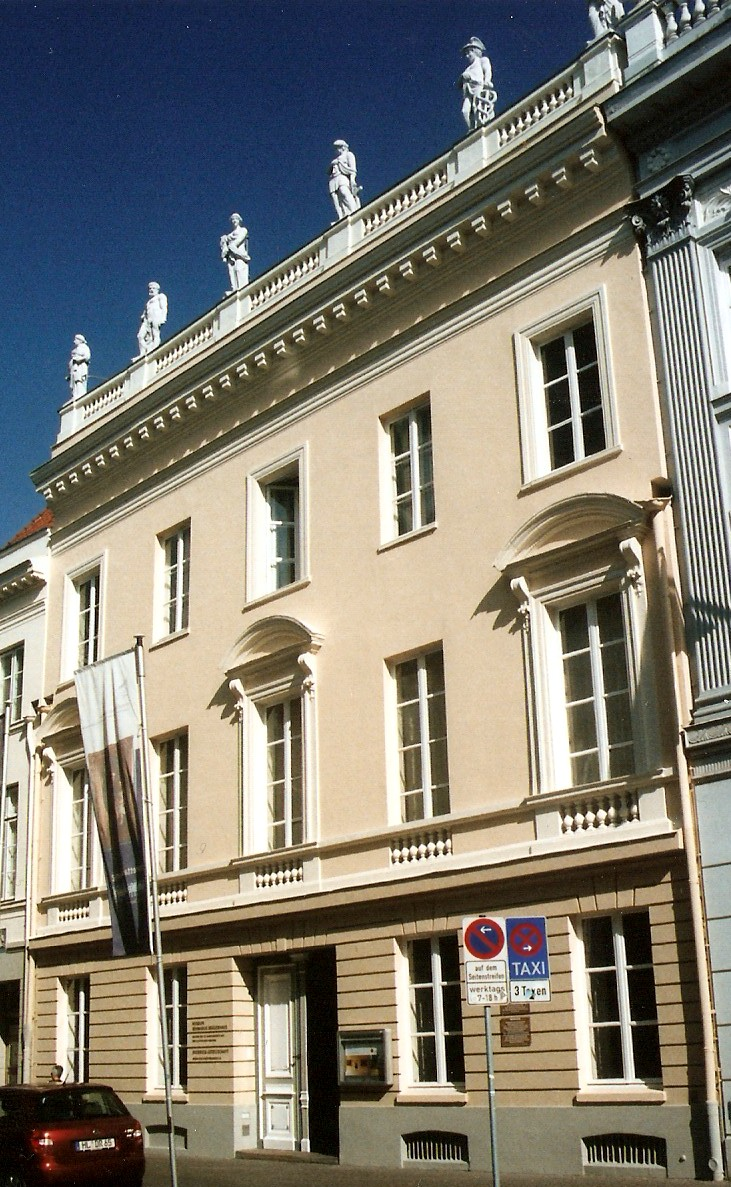
Das Behnhaus
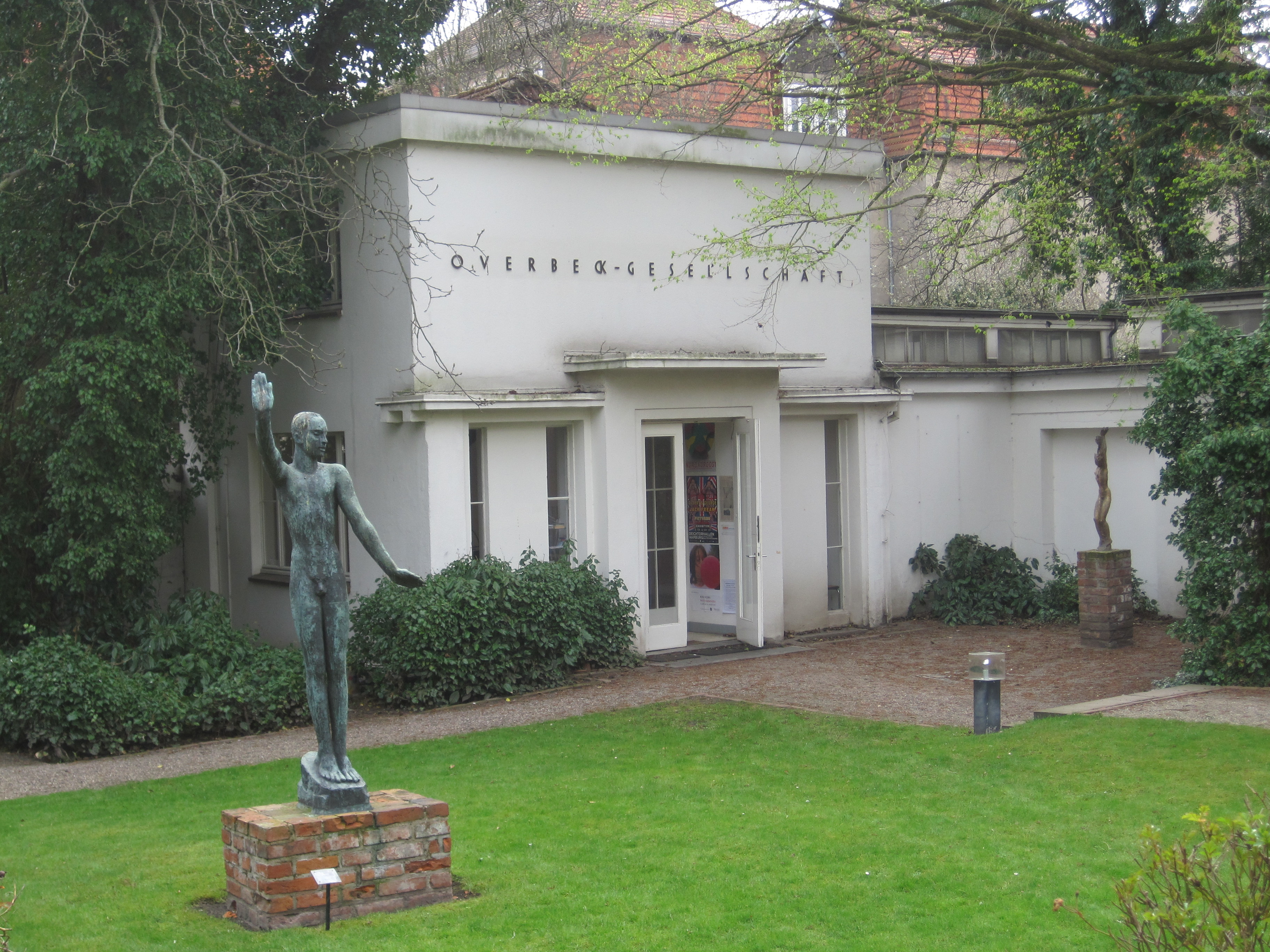
Ausstellungspavillon der Overbeck-Gesellschaft von 1930

## Veröffentlichungen
- Abram B. Enns, Hans-Friedrich Geist: 50 Jahre Overbeck-Gesellschaft Lübeck 1918–1968. Gebr. Schmidt, Lübeck 1968
- Kunst des 20. [zwanzigsten] Jahrhunderts aus dem Besitz von Mitgliedern der Overbeck-Gesellschaft, Lübeck 1978 (Katalog der 500. Ausstellung 1978/1979)
- Overbeck-Gesellschaft: 7 Jahrzehnte Overbeck-Gesellschaft, Lübeck 1988
  - diverse Ausstellungskataloge